# Lindano
Lindano, isômero gama do hexaclorocicloexano(γ-HCH), é um organoclorado utilizado como pesticida, pediculicida e escabicida.
O lindano é muito utilizado principalmente na agricultura intensiva e, por ser biocumulativo e apresentar toxicidade aguda e crônica nos seres vivos, teve sua importação proibida em 65 países e foi banido em 39 países (ANVISA, 2011).

## Possíveis destinos no meio ambiente
Dependendo das propriedades do solo e do relevo da região, o lindano pode ser carreado até rios (RIGITANO&BARBOSA, 1994; MOREIRA & CRUZ, 1996 apud FLORES et al 2004), ficar retido no solo, ir para a atmosfera, ou ainda ser transportado por grandes distâncias (IPT, 2011). Os solos argilosos, por exemplo, com alto teor de matéria orgânica, tendem a reter resíduos por maior tempo, intensificando a persistência desse pesticida.

## Reações
Muitos dos compostos organoclorados são recalcitrantes e apresentam alta resistência à degradação química e biológica. Os isômeros de hexaclorociclohexano apresentam baixa solubilidade em água e alta solubilidade em solventes orgânicos, especialmente os apolares e polares apróticos (SILVA, 2014). A combinação entre a baixa solubilidade em água e a alta capacidade de adsorção na matéria orgânica leva ao acúmulo desses compostos ao longo da cadeia alimentar, especialmente nos tecidos ricos em gorduras dos organismos vivos (TORRES, 1998 apud FLORES et al 2004).
No solo e na água, o HCH é normalmente biodegradado por algas, fungos e bactérias, em outras moléculas cloradas, eventualmente menos tóxicas. Condições anaeróbicas e também aeróbias (SILVA, 2014; MANONMANI et al. 2000, BHUYAN et al. 1992, BACHMANN et al. 1988) favorecem a biodegradação ou metabolização do lindano. A meia-vida para degradação ambiental do lindano, em condições naturais, com umidade e submerso, varia de poucos dias até cerca de três anos, dependendo de vários fatores, tais como tipo do solo, clima, profundidade da aplicação ou do depósito, entre outros (WorldHealth Organization, 1991a; 1991b; 1991c; 1991d apud MENDES, 2001).

## Riscos
Alguns riscos à saúde humana que estão associados a esta substância química (isômeros de HCH) são: irritações pulmonares, problemas cardíacos e sanguíneos, encefalias, convulsões e alteração do nível de hormônios sexuais (ATSDR, 1989 apud IPT, 2011). O EPA (Environmental ProtectionAgency) informa que o lindano pode causar efeitos no sistema nervoso a partir de exposições de curta duração em níveis acima do 0,0002 mg/L, além disso, temperatura corporal elevada e edema pulmonar têm sido relatados em crianças com exposições agudas do elemento (National Primary Drinking Water Regulations, 2011).
De acordo com os Valores Orientadores para Solos e Águas Subterrâneas no Estado de São Paulo – 2014 (CETESB, Decisão de Diretoria 045/2014/E/C/I, de 20-02-2014) o Valor de Intervenção (VI) de lindano (gama-HCH) para água subterrânea é de 0,002 mg/L (2 ug.L-¹).